# Jules Diouf
Jules Souleymane Diouf (ur. 5 marca 1992 w Neuilly-sur-Seine) – francuski piłkarz, senegalskiego pochodzenia, występujący na pozycji środkowego obrońcy w luksemburskim klubie F91 Dudelange. 

## Sukcesy

### Klubowe
F91 Dudelange
- Mistrzostwo Luksemburga: 2021/2022[3]